# Parafia Chrystusa Zbawiciela, św. Katarzyny i św. Serafina z Sarowa w San Remo
Parafia Chrystusa Zbawiciela, św. Katarzyny i św. Serafina z Sarowa – parafia prawosławna w San Remo, należąca do eparchii brytyjskiej i zachodnioeuropejskiej Rosyjskiego Kościoła Prawosławnego poza granicami Rosji. 
Powstanie parafii prawosławnej w San Remo wiązało się z popularnością tego miasta jako uzdrowiska oraz miejsca wypoczynku arystokracji rosyjskiej. Wielu bogatych Rosjan przebywało w San Remo przez cały rok lub większą jego część, posiadając w mieście własne wille. Jednak dopiero od końca XIX wieku w mieście odbywały się nieregularnie nabożeństwa prawosławne, odprawiane przez kapłanów przybyłych z Rosji w prywatnych domach (głównie Villi Gloria, własności rodziny Striekałow). W 1908 na cmentarzu komunalnym w San Remo wzniesiono kaplicę św. Mikołaja. W latach 1912–1913 zbudowana została cerkiew Chrystusa Zbawiciela, św. Katarzyny i św. Serafina z Sarowa. 
W pierwszych latach istnienia parafia należała do eparchii petersburskiej Rosyjskiego Kościoła Prawosławnego, jej pierwszym proboszczem został mnich Warsonofiej z petersburskiej ławry św. Aleksandra Newskiego. Nie mieszkał on jednak na stałe w San Remo i nie mógł wrócić do parafii po I wojnie światowej. Jego obowiązki spełniał ks. Michaił Stelmasenko, proboszcz parafii przy cerkwi we Florencji, a następnie kapłan przybyły z cerkwi w Mentonie. Lata 20. XX wieku stanowiły trudny okres dla parafii, której wierni – dotąd zamożni emigranci – stracili większość majątku w czasie rewolucji październikowej.  
Parafia należała do Zachodnioeuropejskiego Egzarchatu Rosyjskiego Kościoła Prawosławnego od momentu jego powołania. W momencie przejścia przez jego zwierzchnika metropolitę Eulogiusza pod jurysdykcję patriarchy Konstantynopola parafia znalazła się w Zachodnioeuropejskim Egzarchacie Parafii Rosyjskich. Cały czas w parafii służyli kapłani narodowości rosyjskiej. 
Od 1966 parafia posiada osobowość prawną, na mocy dekretu prezydenckiego.  
W 2018 r. Patriarchat Konstantynopolitański ogłosił rozwiązanie Zachodnioeuropejskiego Egzarchatu Parafii Rosyjskich. Tworzone przez rosyjskich emigrantów parafie miały odtąd podlegać lokalnym, z reguły greckim biskupom patriarchatu. W związku z tą decyzją rada parafialna zdecydowała o przejściu w jurysdykcję eparchii genewskiej i zachodnioeuropejskiej Rosyjskiego Kościoła Prawosławnego poza granicami Rosji, co nastąpiło w styczniu 2019 r.
Po utworzeniu w czerwcu 2019 r. eparchii brytyjskiej i zachodnioeuropejskiej Rosyjskiego Kościoła Prawosławnego poza granicami Rosji, parafia weszła w skład nowej administratury. 